# 宁乡地理
宁乡地理，宁乡市位于湖南省中部偏北，洞庭湖南缘，湘江支流的沩水河流域。西起东经的111°53′25″，东至112°47′27″。南起北纬27°52′55″，北至北纬28°20′07″。东临望城区，东南接壤湘潭县，南边是韶山市、湘乡市、娄底市和涟源市，西边是安化县，北边是桃江县和益阳市。总面积为2903.52平方千米，占全省面积的1.37%。

## 地形
宁乡县地处湘中丘陵北部，地势西高东低，地形主要是丘陵，还有山地，岗地，平地等多种地形。境内山脉分为两大系列，西部是雪峰山脉，东部是衡山余脉。西部的瓦子寨海拔1071米，是宁乡县最高处。东部团头湖海拔29米，是宁乡县最低处。
参见：宁乡县山脉列表

### 平原
宁乡县平原分为江河平原和溪谷平原两类，是河流冲刷而成。大部分海拔在100米以下，地面坡度小于5°。平原地形平坦，土层深厚，水量丰富，为宁乡县主要农业区。江河平原主要分布在沩水河、乌江和楚江两岸。溪谷平原主要分布于沩江、乌江和楚江的二级以上支流两岸。

### 岗地
岗地主要分布于丘陵和平原之间的地形类型。一般海拔为100-150米，地面坡度为10-15°。大都发展农业。高岗主要分布在喻家坳乡、煤炭坝镇、双凫铺镇、灰汤镇、坝塘镇。低岗主要分布在白马桥街道、城郊街道、双江口镇、夏铎铺镇和花明楼镇。

### 丘陵
宁乡县丘陵按照地势分为高丘陵和低丘陵。高丘陵一般200-300米。低丘陵一般150-300米。高丘陵主要分布在流沙河镇、老粮仓镇、东湖塘镇和道林镇。低丘陵主要分布在巷子口镇、青山桥镇、沙田镇、坝塘镇、东湖塘镇和大屯营镇。

### 山地
宁乡县山地分为：低山、中低山、中山。8%的山地属于石灰岩。中低山海拔500-800米。中山海拔800米之上。低山主要分布在黄材镇、横市镇、青山桥镇、双凫铺镇、资福镇和东湖塘镇、道林镇。中低山主要分布在横市镇、黄材镇、巷子口镇和沩山乡。中山主要分布在龙田镇的瓦子寨和扶王山。

## 气候
宁乡县位于秦岭以南，雪峰山以东，属于亚热带季风气候区。气候特征为四季分明，雨水、光热充足，夏季炎热少雨水，冬季寒冷。宁乡县平均气温16.8℃，无霜期为274天。生长期320天，平均年日照1737.6小时，总太阳辐射是112.09千卡/平方厘米。

### 四季特征

#### 春季
春季时间较短，气温变化剧烈，常有寒潮和冷空气入侵，气温降幅和升幅都快。

#### 夏季
夏季是全年最热的季节，时间较长。5月下旬，宁乡县进入夏季。五月和六月是梅雨季节。七月和八月是伏旱季节，伏旱季节带有暴雨。

#### 秋季
秋季时间较短。天高气爽，气候宜人。九月中旬之后，昼夜温差大，降水减少，一场秋雨一场寒。

#### 冬季
冬季时间最长，也最为干冷。十一月下旬开始。降雪和冰冻少见。随着全球气候变暖，宁乡县很少见到大规模的雪，平均气温5℃。

### 气候灾害

#### 低温
一般宁乡县出现三个阶段的低温。一个是春寒。三月初到四月底。一个是五月寒。无月上中旬。一个是秋寒。九月份。

#### 暴雨洪涝
五月到六月，暴雨洪涝。

#### 高温干旱
夏季一般连续一个月在23℃以上，一周在35℃以上。

#### 冰冻
一月到三月，丘陵和平原一般出现冰冻。随着全球气候变暖，已经少见。

#### 大风
七月份一般有大风。

#### 冰雹
春夏，雹打一条线，流沙河镇、朱良桥镇到偕乐桥镇。

## 植被
宁乡县植被属于中亚热带常绿阔叶林。植被种类163科，977种。珍贵物种有银杏、金钱松、楠木、香果树、钟萼木、篦子、三尖杉。一般分为：阔叶林、针叶林、灌丛、芒草。

## 土壤
宁乡县土壤主要为水稻土和红壤。还有少量的紫色土、潮土、黄壤。

## 河流
宁乡县河流众多，长度到3千米的有131条。一般呈现成树枝状和不能航行。主要河流是沩水河、乌江、楚江和靳江河。

## 资源

### 矿产资源
宁乡县矿产资源主要有煤、石灰石、铀、石膏、铜、铅、锌、锰和地热水、矿泉水。

### 水资源
宁乡县平均径流量19.2亿立方米，可采地下水2.1亿立方米，蕴藏量4.6万千瓦，可开发量45%。